# Ussassai
Ussassai é uma comuna italiana da região da Sardenha, província de Nuoro, com cerca de 764 habitantes. Estende-se por uma área de 47 km², tendo uma densidade populacional de 16 hab/km². Faz fronteira com Gairo, Osini, Seui, Ulassai.

## Demografia
| Variação demográfica do município entre 1861 e 2011                               |
|                                                                                   |
| Fonte: Istituto Nazionale di Statistica (ISTAT) - Elaboração gráfica da Wikipedia |